# Communauté de communes de la Région de Suippes (2002-2013)
Pour les articles homonymes, voir Suippes (homonymie).
La communauté de communes de la Région de Suippes (CCRS) est une ancienne communauté de communes française, située dans le département de la Marne et la région Champagne-Ardenne.
Elle a fusionné avec une autre intercommunalité le 1er janvier 2014, pour former la nouvelle communauté de communes de Suippe et Vesle.

## Historique
L'intercommunalité de la région de Suippes a été créée par un arrêté préfectoral du 31 décembre 2001, qui transformait l'ancien District rural de la région de Suippes en communauté de communes.
Conformément aux prévisions du schéma départemental de coopération intercommunale (SDCI) de la Marne du 15 décembre 2011, les communautés de communes CC de la Région de Suippes (16 communes) et CC des Sources de la Vesle (3 communes) ont fusionné le 1er janvier 2014 pour former la communauté de communes de Suippe et Vesle.
Puis le 1er janvier 2017, avec le départ des trois anciennes communes de la communauté de communes des sources de la Vesle, la communauté de communes de Suippe et Vesle change de nom et reprend celui de la région de Suippes.

## Territoire communautaire

### Composition
La communauté de communes était composée de 16 communes, dont la principale est Suippes :
- Bussy-le-Château
- Cuperly
- Jonchery-sur-Suippe
- La Cheppe
- La Croix-en-Champagne
- Laval-sur-Tourbe
- Sainte-Marie-à-Py
- Saint-Hilaire-le-Grand
- Saint-Jean-sur-Tourbe
- Saint-Remy-sur-Bussy
- Sommepy-Tahure
- Somme-Suippe
- Somme-Tourbe
- Souain-Perthes-lès-Hurlus
- Suippes
- Tilloy-et-Bellay

## Fonctionnement

### Siège
Suippes, 15 place de l'Hôtel-de-Ville.

### Élus
La communauté de communes était administrée par un conseil communautaire constitué de représentants de chaque commune, élus en leur sein par les conseils municipaux.

### Liste des présidents
| Période                                  | Période       | Identité          | Étiquette | Qualité                                                                               |
| ---------------------------------------- | ------------- | ----------------- | --------- | ------------------------------------------------------------------------------------- |
| Les données manquantes sont à compléter. |               |                   |           |                                                                                       |
| ?                                        | 2008          | André Mauclert    |           | Maire de Suippes (2001 → 2008)                                                        |
| 3 avril 2008                             | décembre 2013 | François Mainsant |           | Maire de Saint-Jean-sur-Tourbe (2001 → ) Président de la CC Suippe et Vesle (2014 → ) |

### Compétences
L'intercommunalité exerçait les compétences qui lui avaient été transférées par les communes membres, conformément aux dispositions légales.

### Régime fiscal et budget
La communauté de communes percevait une fiscalité additionnelle aux impôts locaux des communes, avec FPZ (fiscalité professionnelle de zone) et sans FPE (fiscalité professionnelle sur les éoliennes).
En 2010, les taux communautaires de cette fiscalité additionnelle étaient de : 
- Taxe d'habitation = 14,63 % ;
- Taxe sur le foncier bâti = 11,77 % ;
- Taxe sur le foncier non-bâti = 13,93 % ;
- Taux Relais[Quoi ?] = 6,95 % ;
- Taxe d'enlèvement des ordures ménagères = 9,73 %[5].